# Margarida Carolina Leveson-Gower, Condessa de Carlisle
Margarida Carolina Leveson-Gower (Margaret Caroline Leveson-Gower; Northumberland, 2 de novembro de 1753 — Castle Howard, 27 de janeiro de 1824) foi uma nobre inglesa. Ela foi condessa de Carlisle pelo seu casamento com Frederick Howard, 5.° Conde de Carlisle.

## Família

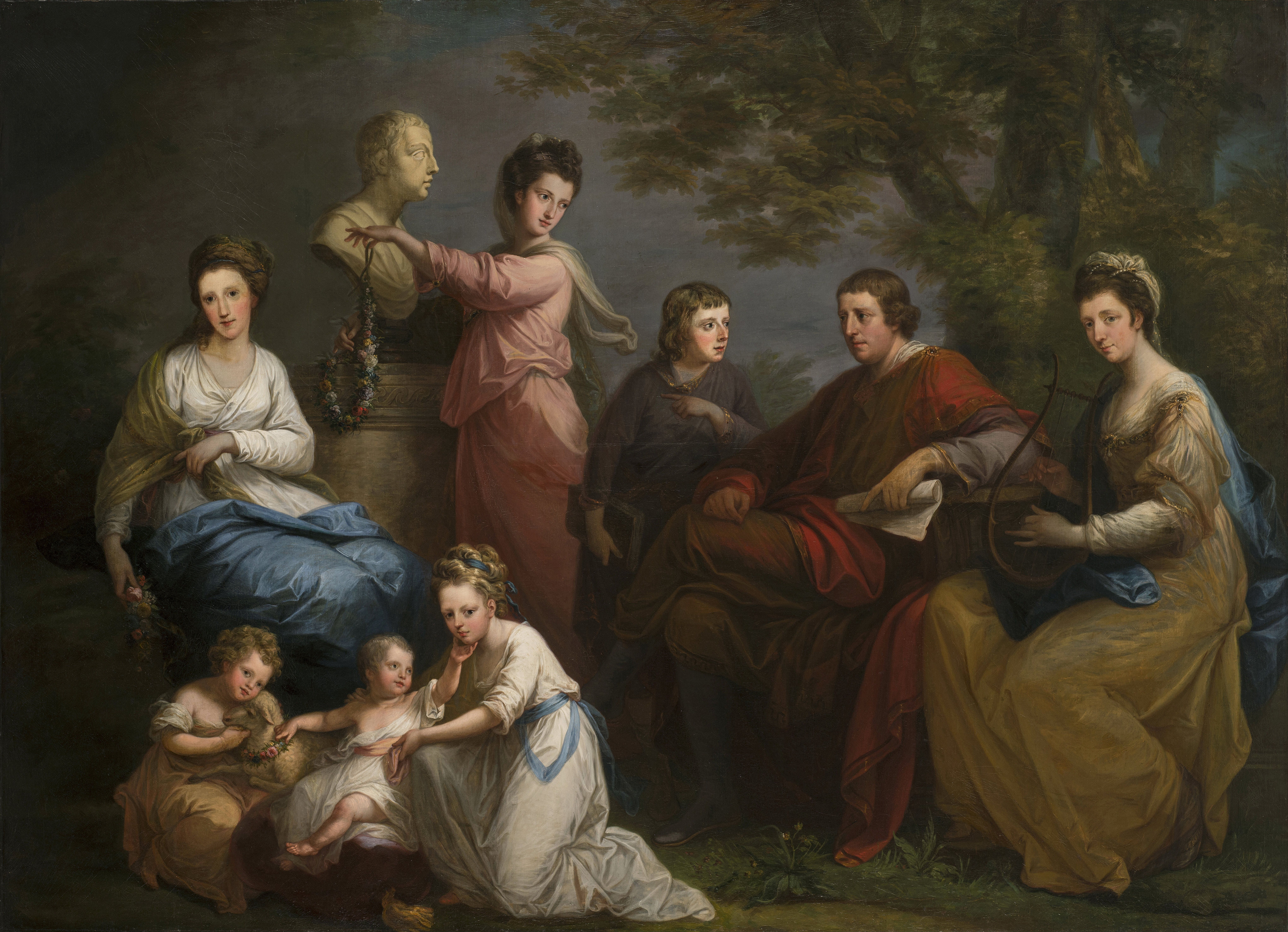
Pintura de 1772 da família do Marquês de Stafford por Angelika Kauffmann, na National Portrait Gallery

Margarida Carolina foi a filha primogênita de Granville Leveson-Gower, 1.° Marquês de Stafford e de sua segunda esposa, Luísa Egerton. Os seus avós paternos eram John Leveson-Gower, 1.° Conde Gower e Evelyn Pierrepont, sua primeira esposa. Os seus avós maternos eram Scroop Egerton, 1.° Duque de Bridgewater e Rachael Russell, sua segunda esposa.
Ela teve três irmãos por parte de pai e mãe, que eram: Louisa, esposa de Sir Arquibaldo Macdonald, 1.° Baronete Macdonald, de East Sheen; George Leveson-Gower, 1.° Duque de Sutherland, marido de Elizabeth Gordon, e Anne, esposa do reverendo Edward Venables-Vernon-Harcourt, também arcebispo de Iorque.
Do terceiro casamento de seu pai com Susana Stuarte, ela teve quatro meio-irmãos: Georgiana Augusta, primeira esposa de Guilherme Elias, 2.° Conde de Saint Germans; Susana, esposa de Dudley Ryder, 1.° Conde de Harrowby; Carlota Sofia, esposa de Henrique Carlos Somerset, 6.° Duque de Beaufort, e Granville Leveson-Gower, 1.° Conde Granville, marido de Harriet Isabel Cavendish.

## Biografia
Aos 16 anos, Margarida casou-se com o conde Frederico Howard, de 21 anos de idade, no dia 22 de março de 1770, em Whitehall, na cidade de Londres. O conde era filho de Henrique Howard, 4.° Conde de Carlisle e de Isabel Byron.
A partir do casamento, ela tornou-se condessa de Carlisle. Também possuía o título de senhora de Stafford.
O casal teve dez filhos, seis meninas e quatro meninos.
A condessa faleceu no dia 27 de janeiro de 1824, aos setenta anos de idade. Ela foi enterrada na Catedral de Iorque.

## Descendência
- Isabel Carolina Howard (3 de setembro de 1771 – 8 de março de 1848), foi a esposa de João Campbell de Cawdor, 1.° Barão Cawdor de Castlemartin, com quem teve dois filhos;
- Jorge Howard, 6.° Conde de Carlisle (17 de setembro de 1773 – 7 de outubro de 1848), sucessor do pai, foi Lorde do Selo Privado de junho a julho de 1834. Foi marido de Georgiana Dorothy Cavendish, com quem teve doze filhos;
- Carlota Howard (n. e m. 1774);
- Susana Howard (1776 – 1783);
- Luísa Howard (1778 – 1781);
- Isabel Howard (13 de novembro de 1780 – 29 de novembro de 1825), foi a esposa de John Henry Manners, 5.° Duque de Rutland, com quem teve nove filhos;
- Guilherme Howard (25 de dezembro de 1781 – 25 de janeiro de 1843), não se casou e nem teve filhos;
- Gertrude Howard (30 de janeiro de 1783 – 20 de março de 1870), foi a esposa de Guilherme Sloane Stanley, um membro do Parlamento, com quem teve seis filhos;
- Frederico Howard (6 de dezembro de 1785 – 18 de junho de 1815), foi um major do exército britânico. Foi o primeiro marido de Francisca Susana Lambton, com quem teve dois filhos. Morreu na Batalha de Waterloo;
- Henrique Eduardo João Howard (14 de dezembro de 1795 – 8 de outubro de 1868), foi reitor em Donington, e deão de Lichfield. Foi marido de Henriqueta Isabel Wright, com quem teve onze filhos.